# 극 (수)
극(極, 1048)은 10의 48제곱을 나타내는 한자 수사이다. 재(載, 1044)와 항하사(恒河沙, 1052) 사이에 온다.

## 값
1극의 값은
1극 = 10,000재 = 1048 = 1,000,000,000,000,000,000,000,000,000,000,000,000,000,000,000,000
이다.
옛날에는 다음과 같은 정의들도 사용되었다.
- 하수: 1극 = 10재 = 1015 = 1,000,000,000,000,000
- 중수: 1극 = 108재 = 1088 = 10,000,000,000,000,000,000,000,000,000,000,000,000,000,000,000,000,000,000,000,000,000,000,000,000,000,000,000,000,000
- 상수: 1극 = (1재)2 = 108192

## 참고 문헌
- 김병덕 (1994). “우리나라 命數法에 대한 小考”. 《基礎科學硏究所 論文集》 6: 9–13.
- 김병덕 (1999). “우리나라 명수법에 대한 소고(II)”. 《한국수학사학회지》 12 (1): 53–64.